# لانچیا بتا
لانچیا بتا (Lancia Beta) خودرویی است که در سال‌های ۱۹۷۲–۱۹۸۴تولید شده‌است. 
طراحی آن خودروهای موتور جلو-محور جلو بوده است. 

## نگارخانه

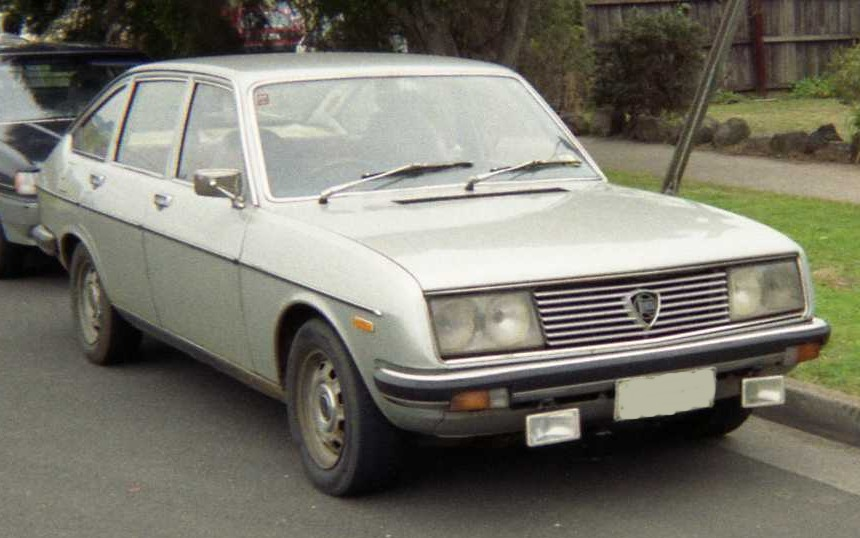
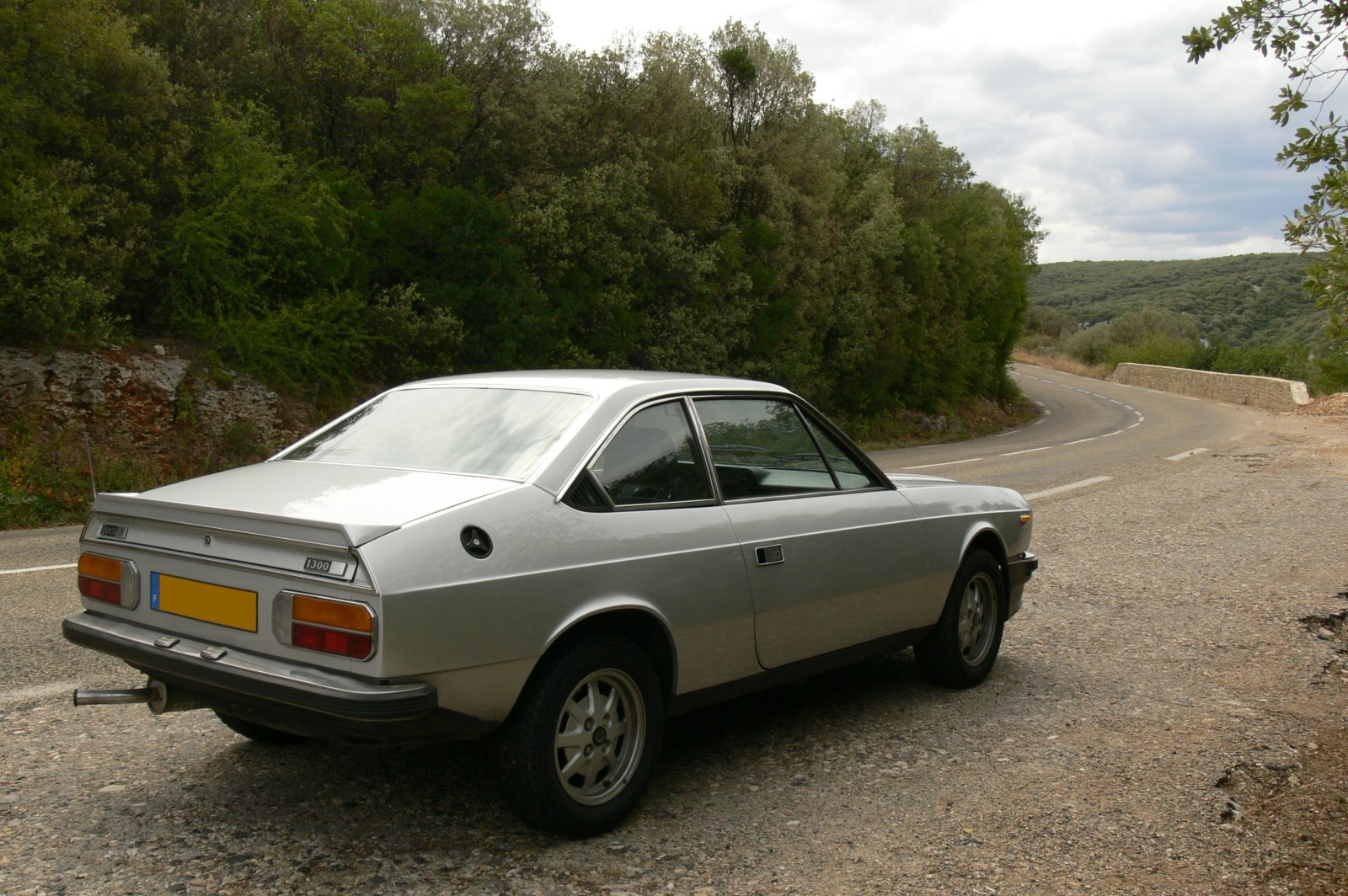
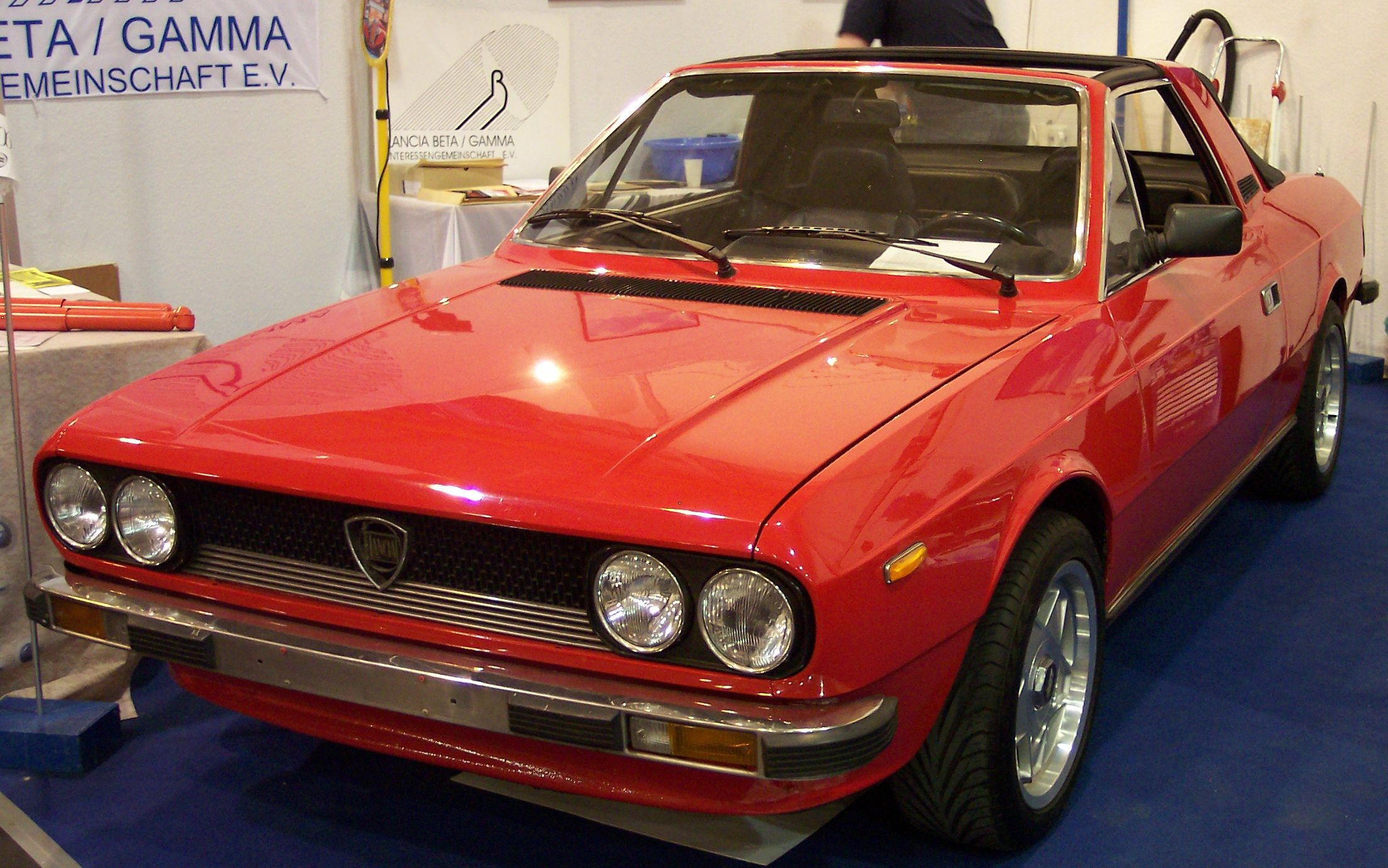
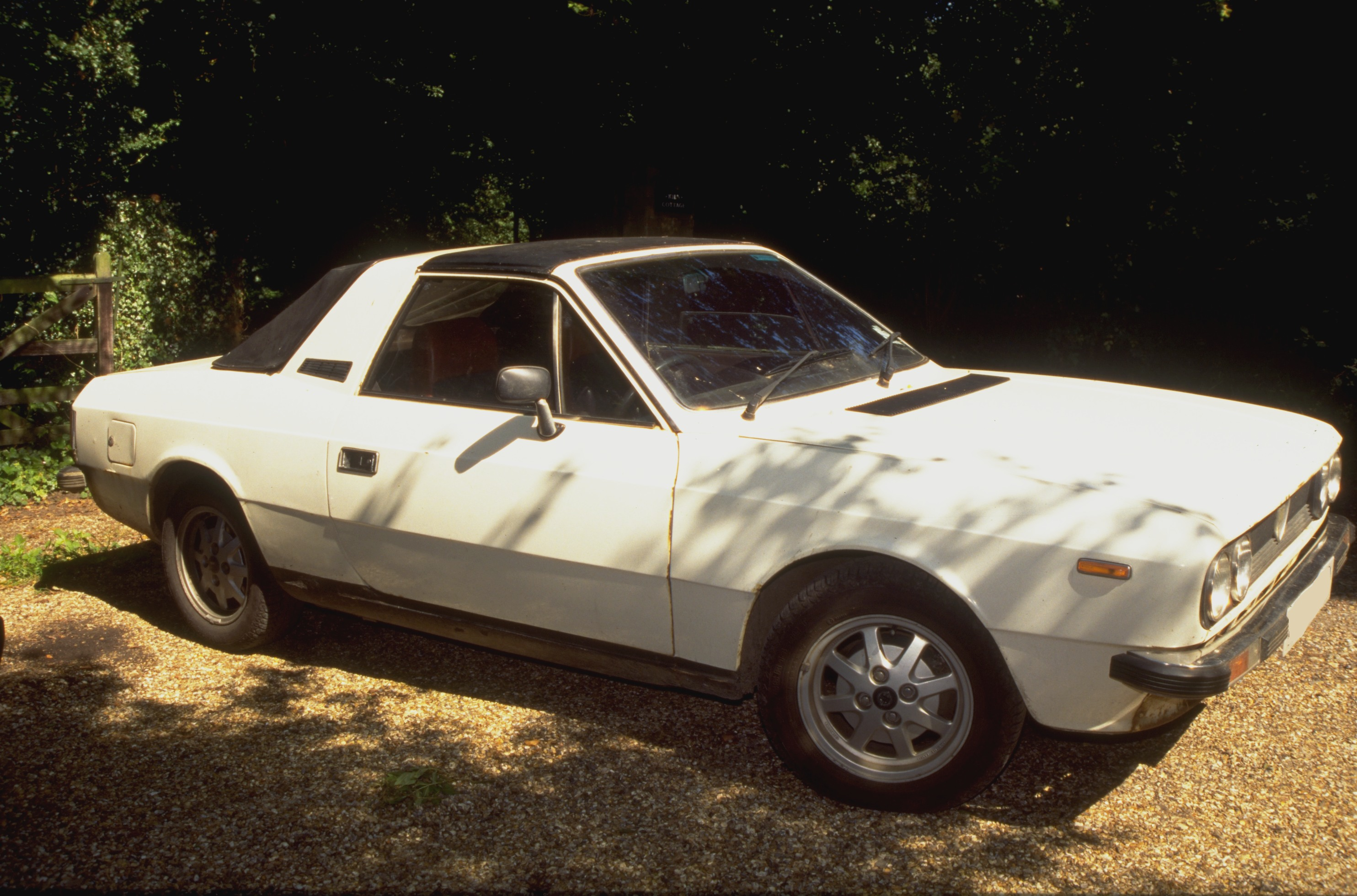
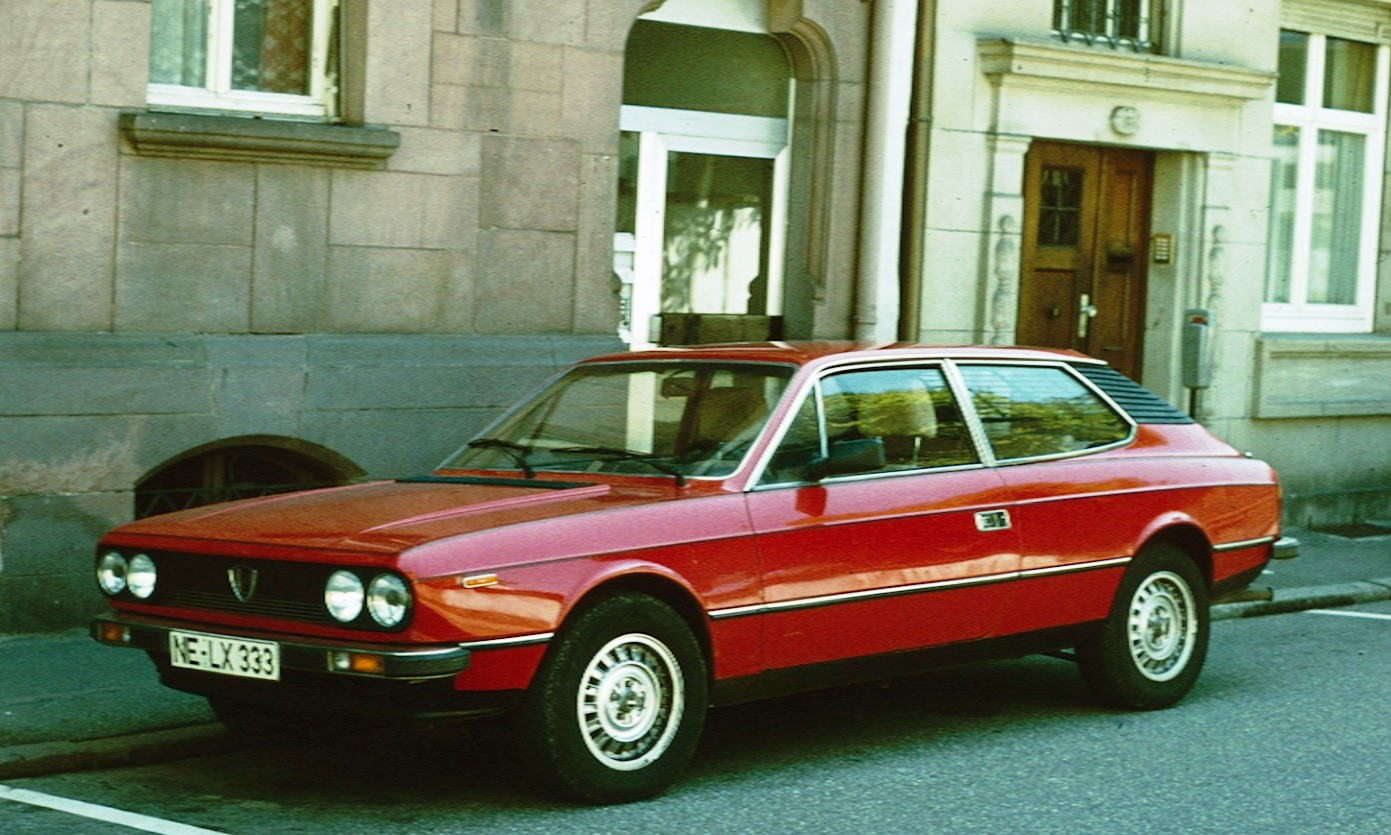
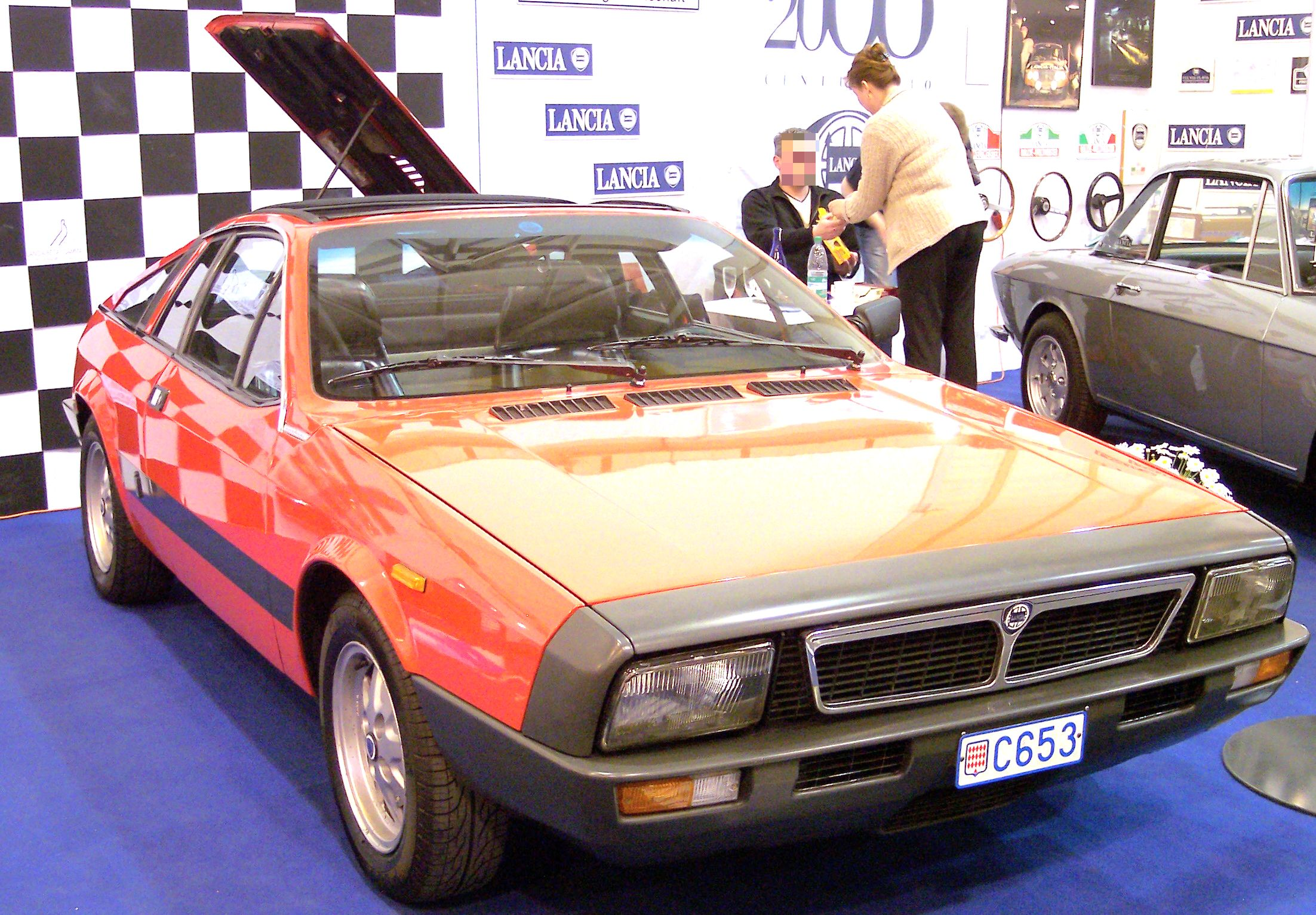
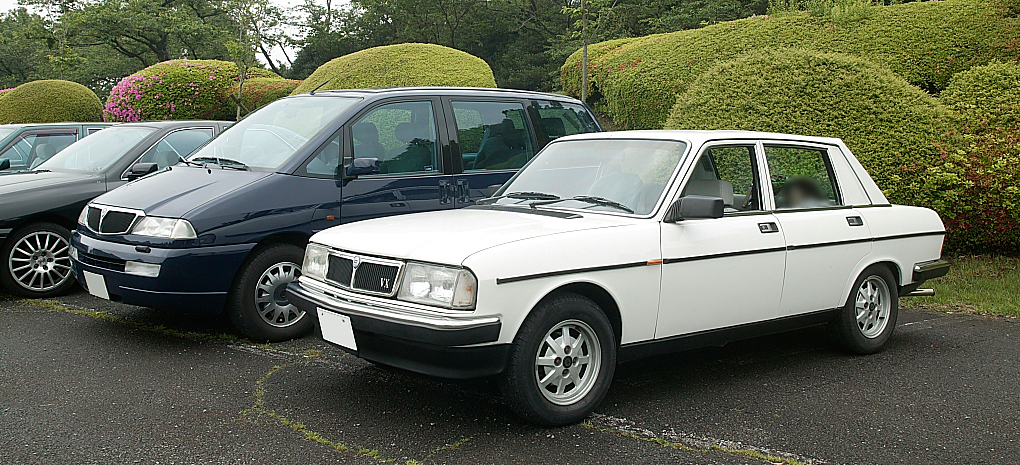
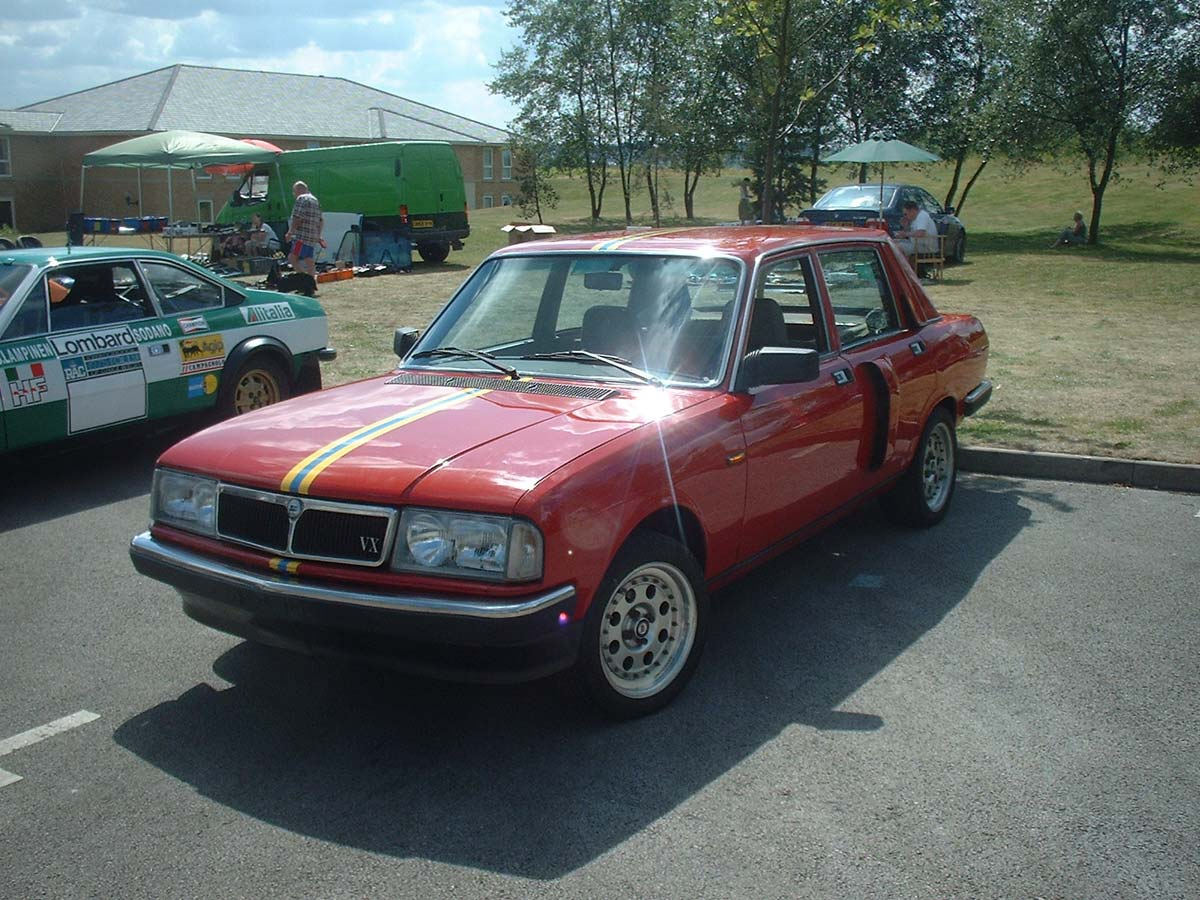